# Cizinka (knižní série)
Knižní série Cizinka je řada multižánrových románů a kratších literárních děl napsaných Dianou Gabaldon. Série představuje prvky historické fikce, romantiky, mystery, dobrodružství, sci-fi i fantasy. Řada byla v roce 2014 doplněna také o televizní drama Cizinka uvedeném na stanici Starz a v roce 2010 grafickou novelou a hudebním albem nazvaným Cizinka: Muzikál.
Gabaldon také rozšířila příběh jedné z vedlejších postav Lorda Johna Greye v sérii Lord John - řadě románů a kratších děl, které mohou být obecně zařazeny jako historická detektivka.

## Literární díla
Románová série cizinka vypráví příběh armádní zdravotní sestry Claire Randallové, která v roce 1945 odjede se svým mužem na Skotskou vysočinu, aby zde strávili druhé líbánky. Claire se náhodou dotkne menhiru a je přenesena do 18. století. V neklidné době, kdy je Skotsko zmítáno občanskou válkou, prožívá Claire řadu dobrodružství a vášnivý vztah se skotským horalem Jamesem Fraserem.

### Romány
- Cizinka (1991)
- Vážka v jantaru (1992)
- Mořeplavec (1993)
- Bubny podzimu (1996)
- Hořící kříž (2001)
- Ledový dech (2005)
- Paměť kostí (2019)
- Vepsáno krví vlastního srdce (2020)[12]
- Pověz včelám, že se nevrátím (2021)[13]

### Novely a povídky
- A Leaf on the Wind of All Hallows (2010) –⁠⁠⁠⁠⁠⁠ krátká povídka o sbírce Písně o lásce a smrti, později sesbíraných do Stezky ohně (2012).[14] Vypráví příběh Rogera MacKenzieho během 2. světové války a jeho rodičů Jerryho a Dolly. Jerry objevuje tajemství stojících kamenů.[15][16][17][18][19]

- The Space Between (2013) –⁠⁠⁠⁠⁠⁠ novela v antologii The Mad Scientist's Guide to World Domination, později sesbíraný do Stezky ohně (2012).[14] Chronologicky zaznamenává cestu Joany MacKenzie (nevlastní dcery Jamieho Frasera) a Michaela Murraye (syn Jenny Fraserové Murrayové).[20]

- Virgins (2013) –⁠⁠⁠⁠⁠⁠ novela odehrávající se v roce 1740 ve Francii. Představuje 19letého Jamieho Frasera a jeho 20letého přítele Iana Murraye během jejich mladých let.[21][22][23][24]

### Ostatní
- The Outlandish Companion (1999) – průvodce sérií Cizinka obsahující osnovy, charakteristiky postav a další poznámky a informace
- The Exile: An Outlander Graphic Novel (2010)
- The Outlandish Companion, Vol. II (připravuje se)[25]

### Audioknihy
Audioverze série Cizinka byla vydána v nezkrácené verzi (namluvené Davinou Porterovou) a zkrácené verzi (namluvené Geraldinou Jamesovou). V audio verzi byly namluvené také některé knihy ze série o Lordu Johnovi, namluvené Jeffem Woodmanem. V českém prostředí zahajuje audioknihou Cizinka nakladatelství OneHotBook (říjen 2018, režie Jan Horáček, čte Jitka Ježková).

## Televizní seriál
V červnu 2013 si Starz objednal 16dílnou stejnojmennou televizní adaptaci, která se začala natáčet v říjnu 2013 ve Skotsku. Seriál byl v Americe poprvé vysílán 9. srpna 2014 s Caitrionou Balfeovou a Samem Heughanem v hlavních rolích Claire a Jamieho.

## Grafický román
V roce 2010 adaptovala Gabaldon první třetinu Cizinky do grafického románu, ilustrovaného Hoangem Nguyenem.

## Cizinka: muzikál
V roce 2014 bylo vydáno 14 písní inspirovaných Cizinkou pod názvem Cizinka: muzikál. Hudbu napsal Kevin Walsh a slova Mike Gibb. Gabaldon k tomu dala souhlas, když za ní Gibb přišel s nápadem adaptovat její romány do produkce na pódiu. Gabaldon přiznala, že ji to pobavilo, protože tuhle nabídku považovala za nejdivnější nápad, jaký kdy slyšela. Přesto k tomu udělila svůj souhlas. Výsledek pak považovala za ohromující. Přestože je pódiová produkce stále ve stádiu příprav, CD se 14 písněmi je k dispozici na Amazon.com a ke stažení na iTunes.
V roce 2012 začal s Gibbem a Walshem spolupracovat broadwayský skladatel Jill Santoriello, který společně s Gibbem napsal novou píseň "One More Time". Píseň byla nazpívaná Rebeccou Robbinsovou.

## SérieLord John
Série Lord John je řada románů a kratších děl, v jejichž centru je Lord John Grey, vedlejší postava z románů série Cizinka. Vedlejší série se skládá už z pěti novel a tří románů, které se odehrávají mezi lety 1756 až 1761, během dílu Mořeplavec. Série může být obecně kategorizována jako historická detektivka a menší díla se zaměřují na méně zásadní témata, než hlavní knihy série Cizinka. Některé z knih byly vydány také v audioverzi namluvené Jeffem Woodmanem.